# Taractichthys steindachneri
Taractichthys steindachneri är en fiskart som först beskrevs av Döderlein, 1883.  Taractichthys steindachneri ingår i släktet Taractichthys och familjen havsbraxenfiskar. Inga underarter finns listade i Catalogue of Life.